# Pablo Diogo
Pablo Diogo (sinh ngày 18 tháng 12 năm 1992) là một cầu thủ bóng đá người Brasil.

## Sự nghiệp câu lạc bộ
Pablo Diogo đã từng chơi cho Vegalta Sendai.